# Ancienne église Saint-Pierre de Flavin
L'église Saint-Pierre de Flavin est la partie subsistante d'une église située en France sur la commune de Flavin, dans le département de l'Aveyron, en région Occitanie.
Elle fait l'objet d'un classement au titre des monuments historiques depuis 1988.

## Description
Il ne subsiste que le chevet et le clocher qui le surmonte.

## Historique
Elle a été construite au XIVe siècle.
L'édifice est classé au titre des monuments historiques le 26 juillet 1988.

## Galerie

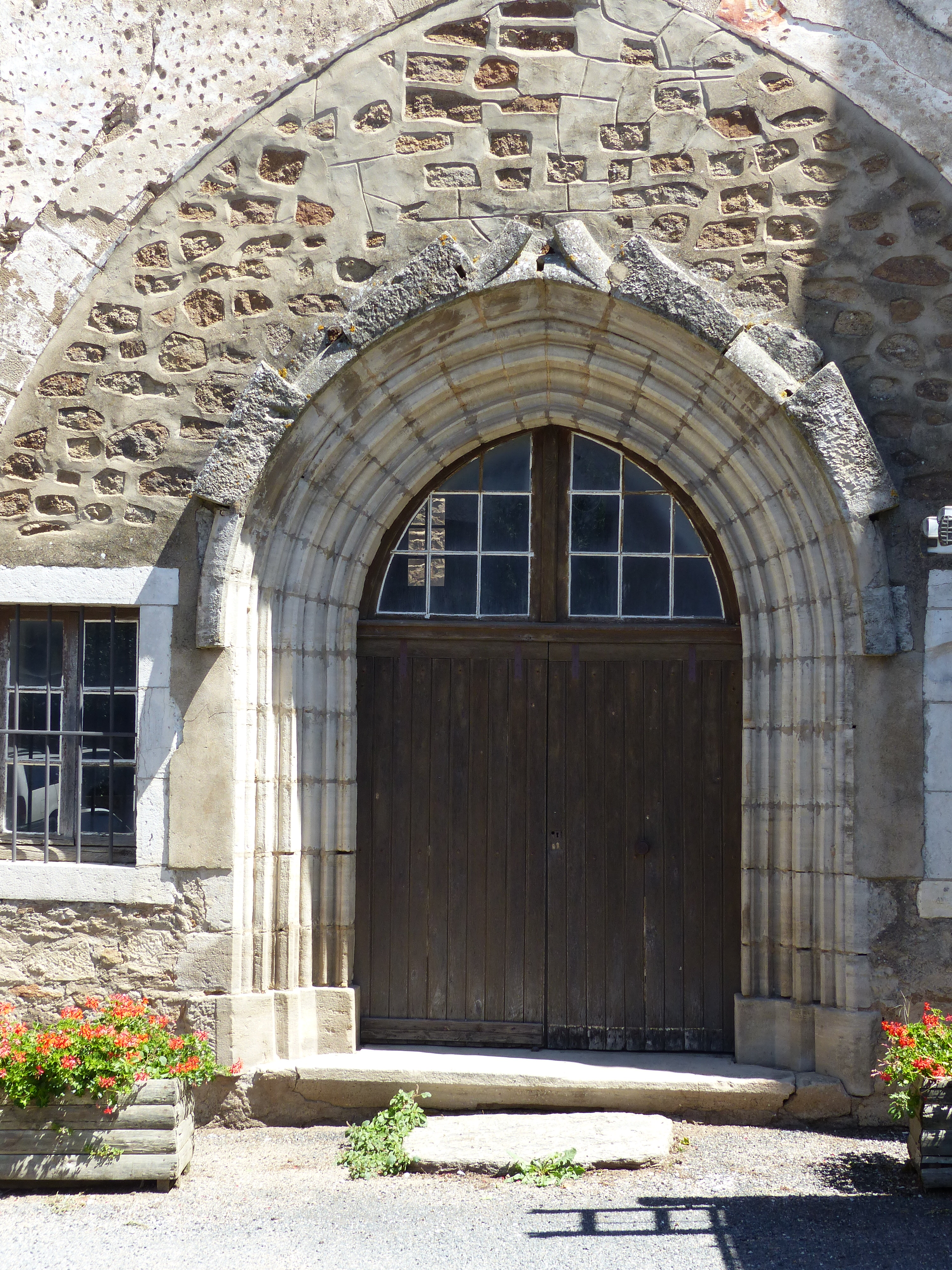
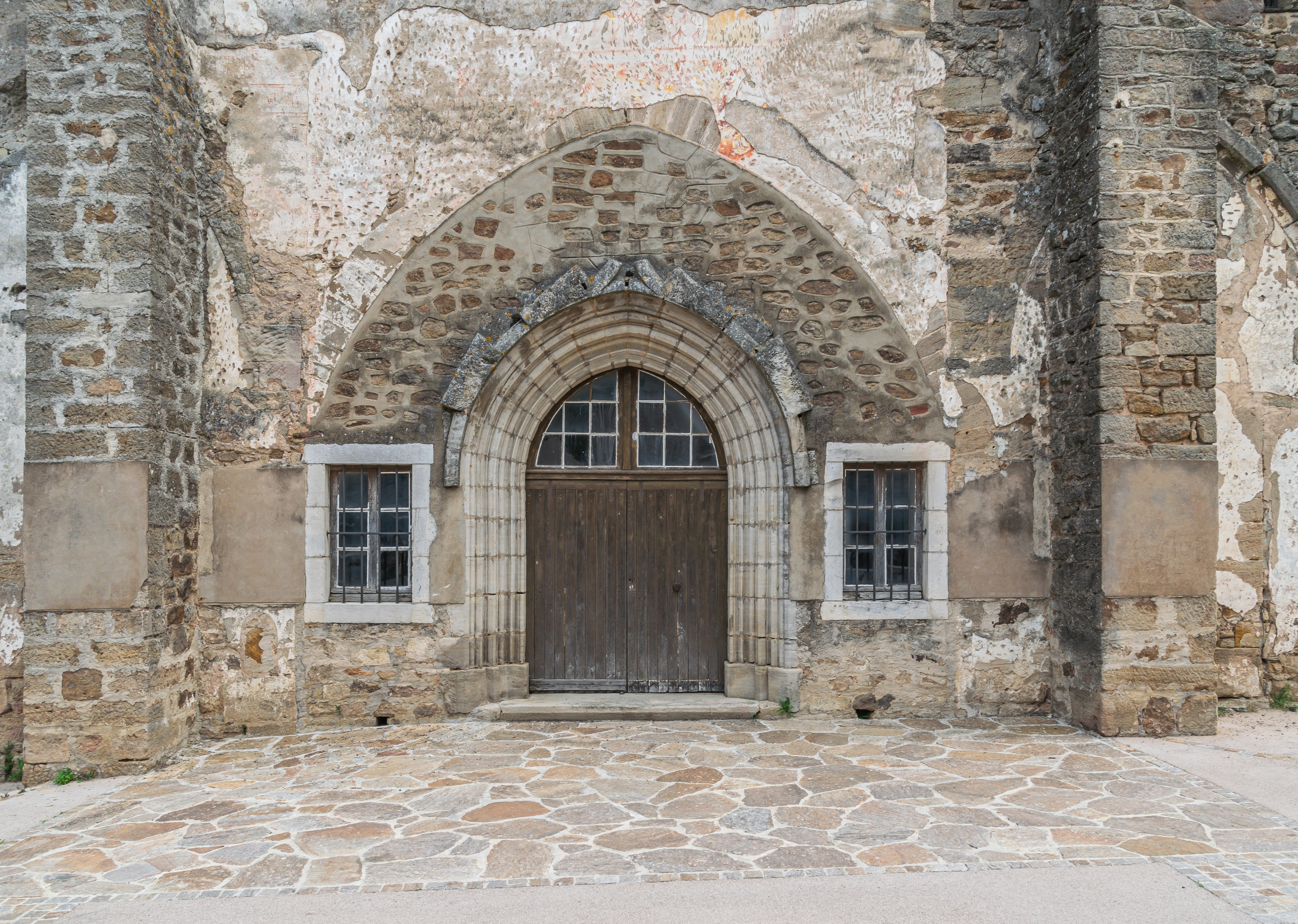
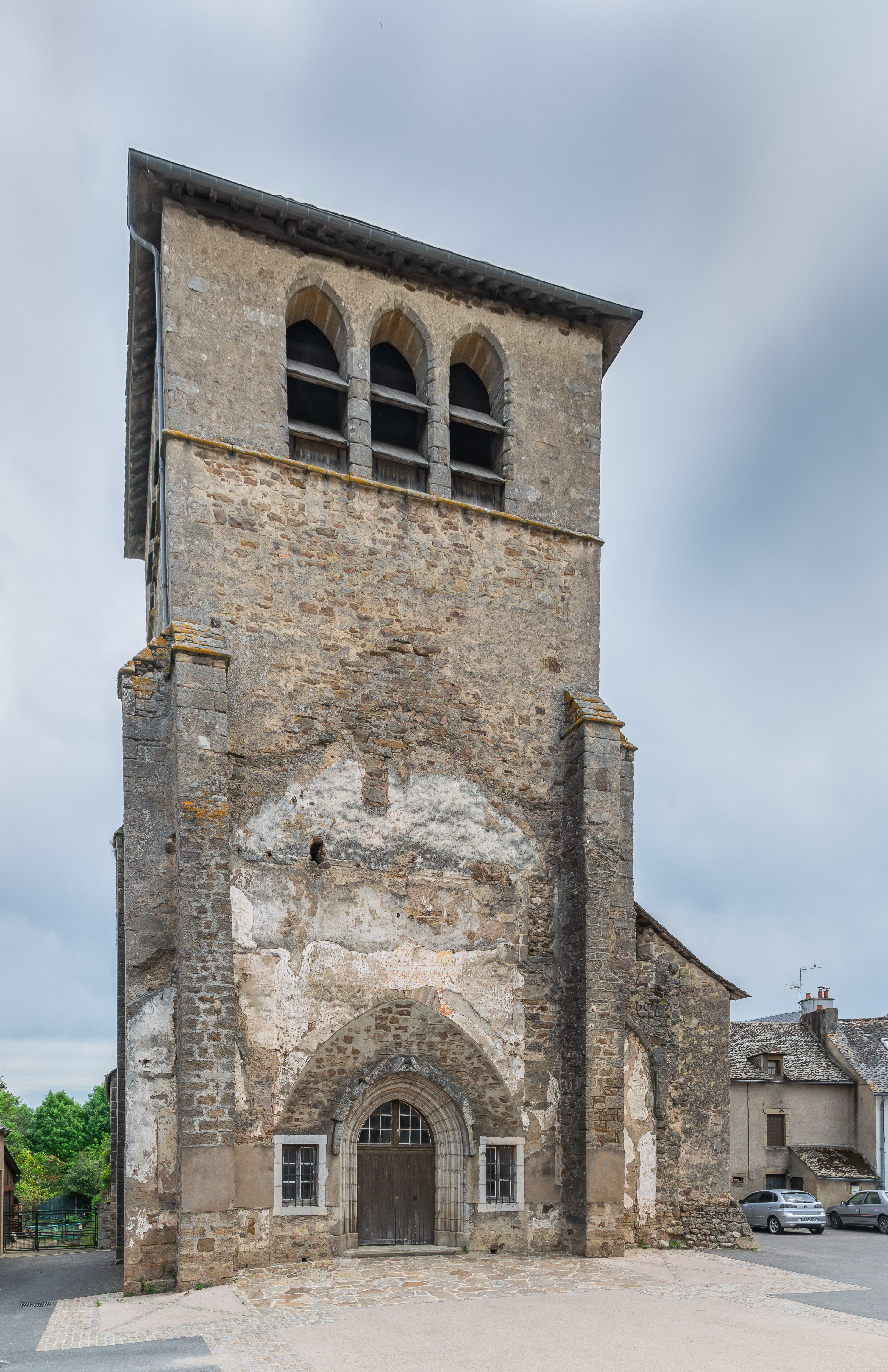